# Beaunoir
Die Rotweinsorte Beaunoir ist eine autochthone Rebsorte des Départements Aube sowie einiger Gemarkungen um Châtillon-sur-Seine im Département Côte-d’Or in Frankreich.
Die eher frühreifende Sorte (sie kann ca. 10 Tage nach dem Gutedel geerntet werden) erbringt qualitativ schwache Rotweine mit niedrigem Alkoholgehalt und heller Farbe. Sie ist daher kaum noch in Gebrauch. 

## Herkunft
Aufgrund genetischer Untersuchungen von 352 Rebsorten im Jahr 1998 stellte sich heraus, dass die Sorten Aligoté, Aubin Vert, Auxerrois, Bachet Noir, Chardonnay, Dameron, Franc Noir de la Haute Saône, Gamay Blanc Gloriod, Gamay, Knipperlé, Melon de Bourgogne, Peurion, Romorantin, Roublot und Sacy ähnlich wie auch der Beaunoir alle aus spontanen Kreuzungen zwischen Pinot und Gouais Blanc entstanden. Da die genetischen Unterschiede zwischen Pinot Blanc, Pinot Gris und Pinot Noir äußerst gering sind, liegt eine genaue Spezifizierung des Pinot-Typs noch nicht vor.
Der Erfolg dieser spontanen Kreuzung wird dadurch erklärt, dass die beiden Elternsorten genetisch gesehen grundverschieden sind. Während die Sorten der Pinot-Familie vermutlich aus dem Burgund stammen, wurde der Gouais Blanc von den Römern nach Frankreich gebracht. In den Rebgärten des Burgunds und der südlichen Champagne standen beide Sorten während einiger Jahrhunderte im Gemischten Satz.
Abstammung: Pinot x Gouais Blanc

## Synonyme
Beaunoir ist auch unter den Synonymen Beaunoire, Cep Gris, Ço gris, Mourillon, Pinot d’Ai, Pinot d’Orléans aux Riceys, Seau Gris und Sogris bekannt.